# Brevibacterium
Brevibacterium ist eine Gattung grampositiver Bakterien mit hohem GC-Gehalt in der DNA. In der Nahrungsmittelindustrie (Käseherstellung und Produktion von Aminosäuren) spielen verschiedene Arten von Brevibacterium eine wichtige Rolle.

## Merkmale und Ökologie
Brevibacterium ist ein sich nicht aktiv bewegendes, obligat aerobes, also auf Sauerstoff angewiesenes, Bakterium. Die Vertreter der Gattung sind chemoorganotroph, d. h. sie benötigen für den Stoffwechsel organische Verbindungen. Bei dem Stoffwechsel handelt es sich um die Atmung mit Sauerstoff als terminalen Elektronenakzeptor (aerobe Atmung). Gärung (Fermentation) wird von diesen Bakterien nicht ausgeführt, somit zählen sie zu den Nichtfermentierern (Nonfermenter). Während der Kultivierung beobachtet man zunächst kurze  Stäbchen, die oft auch unregelmäßig gekrümmt sind. Später (in 3 bis 7 Tagen) bilden sich meist Kokken mit einem Durchmesser von jeweils 0,6 bis 1,0 μm. Der Katalase-Test fällt positiv aus.
Viele Arten sind salzliebend (halophil) und kommen in unterschiedlichen Habitaten vor. Brevibacterium linens wurde u. a. von marinen Fischen isoliert und im Seewasser gefunden. Brevibacterium casei kommt in der Rohmilch vor. Brevibacterium epidermidis ist ein Teil der Hautflora des Menschen.

## Bedeutung für den Menschen
Die Art Brevibacterium flavum wird u. a. für die Herstellung und kommerzielle Verwendung der Aminosäure Lysin genutzt. Diese Aminosäure ist für den Menschen und einige Tiere essentiell und wird als Nahrungsmittelzusatz eingesetzt. Andere Aminosäuren, die mit Hilfe der Enzyme von Brevibacterium flavum hergestellt werden, sind Glutaminsäure, Asparaginsäure und Glycin. Die systematische Stellung dieser Art ist unter den Mikrobiologen umstritten, sie wurde mit einigen anderen Arten zu Corynebacterium glutamicum gestellt. Trotzdem findet man sie innerhalb der Literatur oft noch unter dem Namen Brevibacterium flavum.
Einige Arten – etwa Brevibacterium linens als Hauptkeim oder auch Brevibacterium bruneum, Brevibacterium erythrogenes, Brevibacterium helvolum werden bei der Herstellung von Weichkäsen oder Sauermilchkäsen zur Schmierebildung genutzt. Brevibacterium linens („Rotschmierebakterium“) wird hier zum Reifen von „Rotschmierekäse“ verwendet, zum Beispiel für Romadur und Bakterien-Harzer.
In letzterer Zeit gewann Brevibacterium auch an klinischer Bedeutung. So wurde Brevibacterium mit der Osteomyelitis, einer Entzündung des Knochenmarks, in Verbindung gebracht und Brevibacterium otitidis wurde von Ohrentzündungen isoliert.

## Systematik
Das Brevibacterium zählt zu der Familie Brevibacteriaceae. Die Gattung wurde im Jahre 1953 mit der Typus-Art Brevibacterium linens von dem Mikrobiologen Robert Stanley Breed eingeführt. Die Art wurde 1910 als Bacterium linens erstbeschrieben. Im Jahr 1953 erfolgte dann die Umstellung zu der neu aufgestellten Gattung Brevibacterium.
Einige Arten dieser Gattung (Auswahl):
- Brevibacterium antiquum Gavrish et al. 2005
- Brevibacterium aurantiacum Gavrish et al. 2005
- Brevibacterium avium Pascual and Collins 1999
- Brevibacterium casei Collins et al. 1983
- Brevibacterium celere Ivanova et al. 2004
- Brevibacterium epidermidis Collins et al. 1983
- Brevibacterium iodinum (ex Davis 1939) Collins et al. 1981
- Brevibacterium linens (Wolff 1910) Breed 1953
- Brevibacterium mcbrellneri McBride et al. 1994
- Brevibacterium otitidis Pascual et al. 1996
- Brevibacterium paucivorans Wauters et al. 2001
- Brevibacterium permense Gavrish et al. 2005
- Brevibacterium picturae Heyrman et al. 2004
- Brevibacterium samyangense Lee 2006
- Brevibacterium sanguinis Wauters et al. 2004
- Brevibacterium yomogidense Tonouchi et al. 2013

### Synonyme und Umstellungen
Die Zahl der Arten stieg zunächst rapide an, spätere Untersuchungen zeigten, dass die Unterschiede zwischen den einzelnen Arten zu groß waren, aufgrund dessen wurden viele Arten wieder von der Gattung getrennt und zu anderen Gattungen – wie Aureobacterium, Curtobacterium und Corynebacterium – gestellt. Eine (unvollständige) Liste der Umstellungen:
- Brevibacterium acetylicum wurde zu der Gattung Exiguobacterium gestellt und wird nun unter den Artnamen Exiguobacterium acetylicum geführt.
- Brevibacterium ammoniagenes jetzt: Corynebacterium ammoniagenes
- Brevibacterium citreum: Curtobacterium citreum
- Brevibacterium divaricatum: Corynebacterium glutamicum
- Brevibacterium fermentans: Cellulosimicrobium cellulans
- Brevibacterium imperiale: Microbacterium imperiale
- Brevibacterium incertum: Desemzia incerta
- Brevibacterium liquefaciens: Glutamicibacter nicotianae
- Brevibacterium luteum: Curtobacterium luteum
- Brevibacterium lyticum: Cellulosimicrobium cellulans
- Brevibacterium oxydans: Microbacterium oxydans
- Brevibacterium protophormiae: Glutamicibacter protophormiae
- Brevibacterium pusillum: Curtobacterium pusillum
- Brevibacterium saperdae: Microbacterium saperdae
- Brevibacterium testaceum: Microbacterium testaceum (Komagata and Iizuka 1964) Takeuchi and Hatano 1998. Ein weiterer, innerhalb der Systematik formal gültiger Name (ein homotypisches Synonym) ist: Aureobacterium testaceum (Komagata and Iizuka 1964) Collins et al. 1983
- Brevibacterium vitarumen: Corynebacterium vitaeruminis

Einige Synonyme für verschiedenen Arten des Brevibakteriums:
- Achromobacter stationis ZoBell and Upham 1944 ist ein Synonym für Brevibacterium stationis (ZoBell and Upham 1944) Breed 1953
- Bacterium linens Wolff 1910 für Brevibacterium linens (Wolff 1910) Breed 1953